# 贾宪

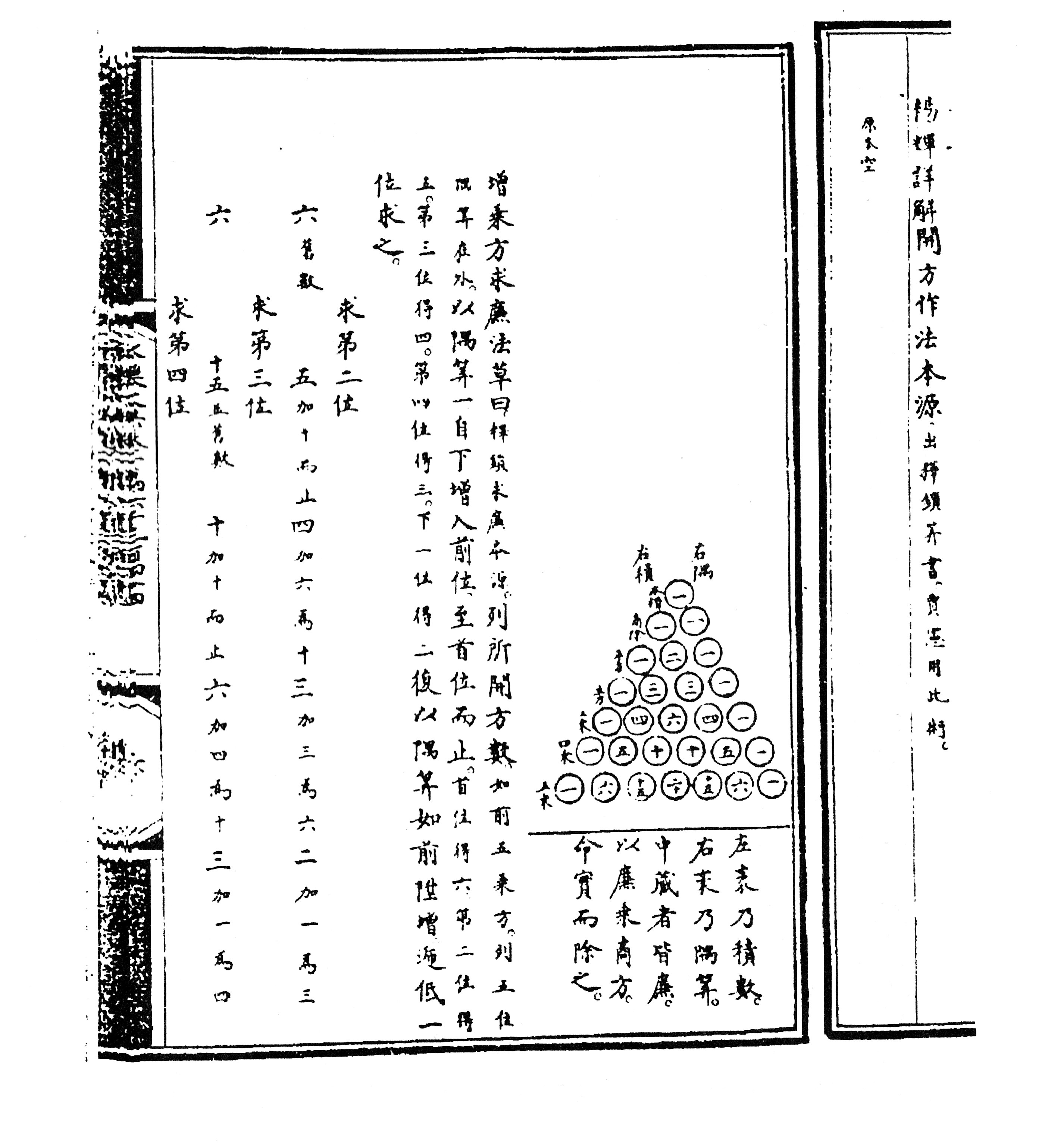
《永乐大典》一页

贾宪（？—？），11世纪前半叶中国北宋数学家。

## 生平
据《宋史》记载，贾宪曾师从开封府胙城（今河南延津）历算家楚衍，学习天文、历算。《宋史·方技志》记载，楚衍对《九章算术》、《缉古算经》、《海岛算经》都有精深的研究。
贾宪曾任左班殿值，吉隶太史，擅长数学，著有《黄帝九章算经细草》九卷和《释锁算书》等书。《黄帝九章算经细草》一书，被南宋数学家杨辉在《详解九章算法》引用，大部分得以保存。贾宪的《释锁算书》片断被抄入《永乐大典》卷一万六千三百四十四，幸得以保存下来。现存英国剑桥大学图书馆。

## 数学贡献
贾宪对中国古代数学有极其重要的贡献，许多宋元的数学成就，都起源于贾宪。中算史家郭书春说：“贾宪是宋元数学高潮的主要推动者”。
- 创造立成解释锁法，将《九章算术》的开平方，开立方推广到任意次方。
- 在中国数学史上贾宪最早发现贾宪三角形。杨辉在所著《详解九章算法》之《开方作法本元》一章中作贾宪开方作法图，并说明“杨辉详解开方本源，出《释锁算书》，贾宪用此术”[4]。贾宪开方作法图就是贾宪三角形。
- 贾宪发明增乘开平方法和增乘开立方法，并第一次给出开四次方的程序。

贾宪增乘开平方法

贾宪增乘开立方法

### 引用
1. ↑  郭书春 《中国科学技术史·数学卷》第十五章 《唐中叶至元中叶数学概论》 第355页  科学出版社
2. ↑  吴文俊 主编：《中国数学史大系》第五卷 第二编 第一章 贾宪 第30-40页
3. ↑  郭书春：《中国科学技术史·数学卷》第355页
4. ↑  吴文俊 主编：《中国数学史大系》第五卷 第六编 第一章 杨辉 第565页